# بودنزيه

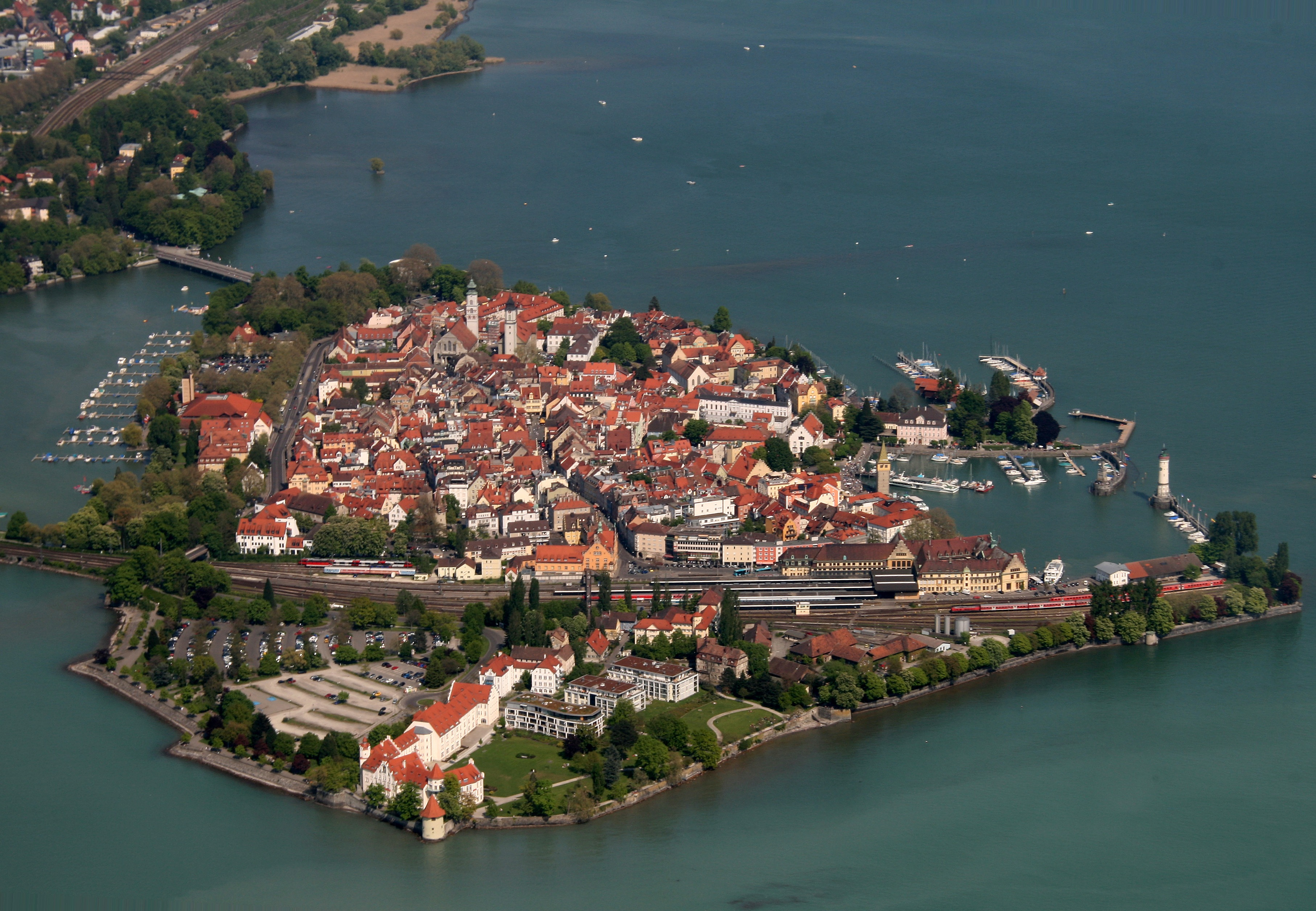
جزيرة لينداو في بحيرة بودنزيه.

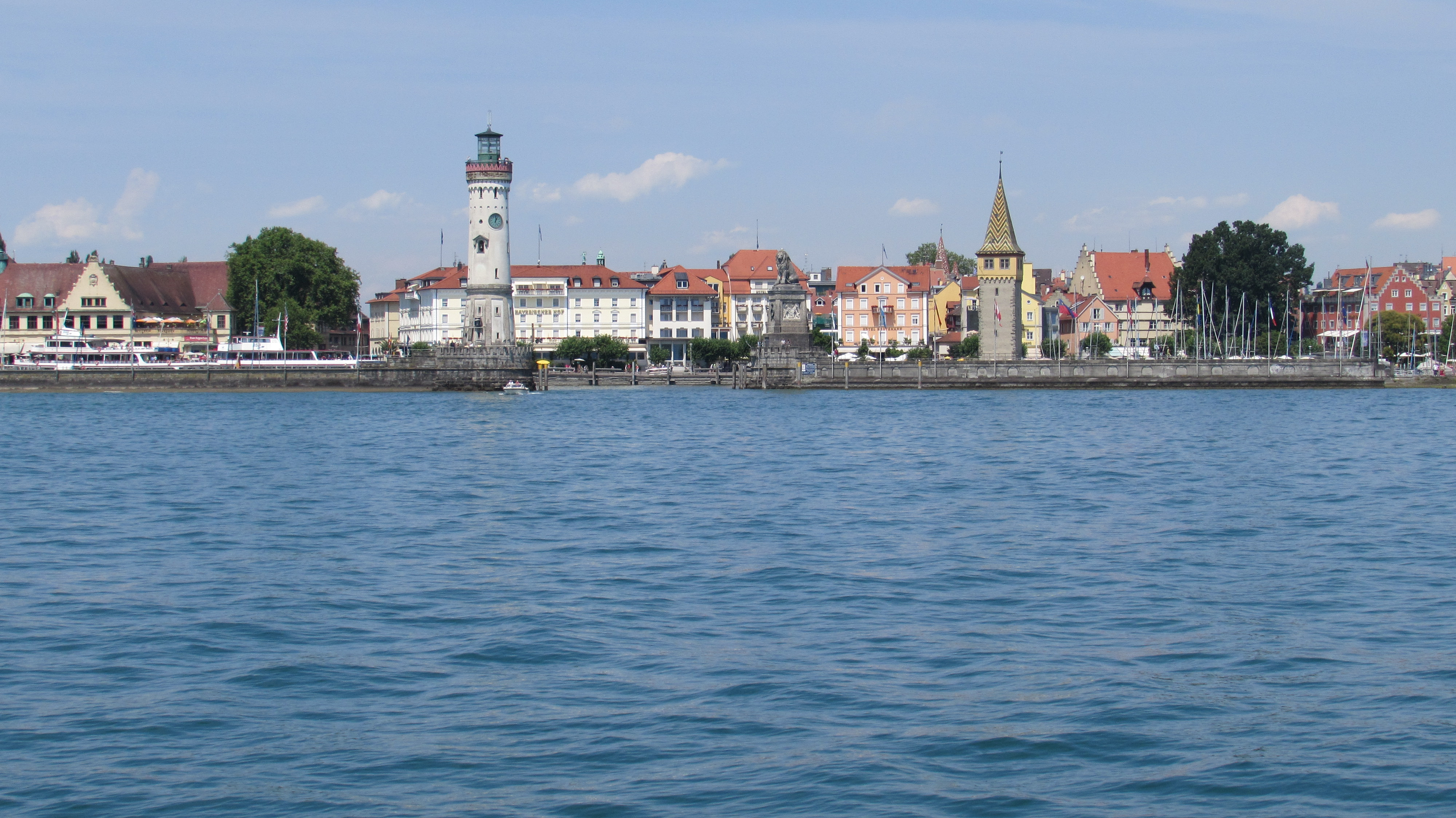
لينداو كما ترى من بحيرة بودنزيه.

بودنزيه (بالألمانية: Bodensee) أو بحيرة بودنزيه هي بحيرة تطل عليها مدينة كونستانس الألمانية في الجنوب الشرقي من ولاية بادن-فورتمبيرغ. تطل على سواحل البحيرة من الغرب (في اتجاه عقارب الساعة) كونستانز، رافنزبورغ ومدينة ميرزبورغ، ولينداو وفريدريشسهافن . . وتقع مدينة برغنيتز النمساوية في شرق البحيرة، ويتبع نحو 10% من ساحل الجزيرة الجمهورية النمساوية. إلى الجنوب، على ضفاف بحيرة تقع سويسرا.

## تاريخ
المنطقة الإدارية أنشئت في عام 1973، عندما تم دمج المقاطعات السابقة تيتنانغ مع معظم من منطقة Überlingen.
تعد منطقة بحيرة بودنزيه من أقدم المناطق التي على ضفافها الإنسان منذ قديم العصور . عثر علماء الآثار على بقايا قرى بنيت أكواخها في الماء قائمة على أعمدة خشبية . يرجع تاريخ تلك القرى المتناثرة في الجزء الغربي من البحيرة بين ما كان موجودا 4000 سنة قبل الميلاد وحتى 850 قبل الميلاد . يختلف علماء الآثار في تفسير لماذا بنى التاس الأقدمون أكواخهم على أعمدة فوق الماء وليس على الشاطيء . أغلب الظن أنهم كانوا يعيشون على صيد السمك، كما عملوا في التجارة وكانت البحيرة تحميهم من الأعداء.
وقد جمع علماء الآثار الموجودات التي عثروا عليها من العصور القديمة، وقاموا بإعادة بناء الأكواخ والممرات فوق الماء طبقا لنظام بنيتها توزيعها الذي وجدوه . وأقاموا بذلك متحفا مفتوحا في الهواء الطلق يستطيع الزوار والسياح زيارته.

## الجغرافيا
يقع الحي على الشاطئ الشمالي لبحيرة كونستانس (الألمانية: [بودنس])، الذي يعطي أيضا المنطقة اسمها. المناظر الطبيعية التي تشملها المنطقة تسمى Oberschwäbisches Hügelland وWestallgäuer Hügelland، وكما يوحي اسمها، هي في معظمها المناظر الطبيعية الجبلية.

## شعار النبالة

الجهة الألمانية للبودنزيه ، وفيها جزيرة مايناو الشهيرة بالقرب من كونستانز.

| Coat of arms | اللون الأزرق وثلاثة خطوط متموجة في الجزء السفلي من شعار النبالة تمثل بحيرة كونستانس. تستمد عجلة من شعار النبالة من اللوردات من Markdorf وRaderach، ولكنه يمثل أيضا هذه الصناعة في المنطقة. |

## وصلات خارجية
- الموقع الرسمي
 (German)